# Яготинський ландшафтний парк імені гетьмана Кирила Розумовського

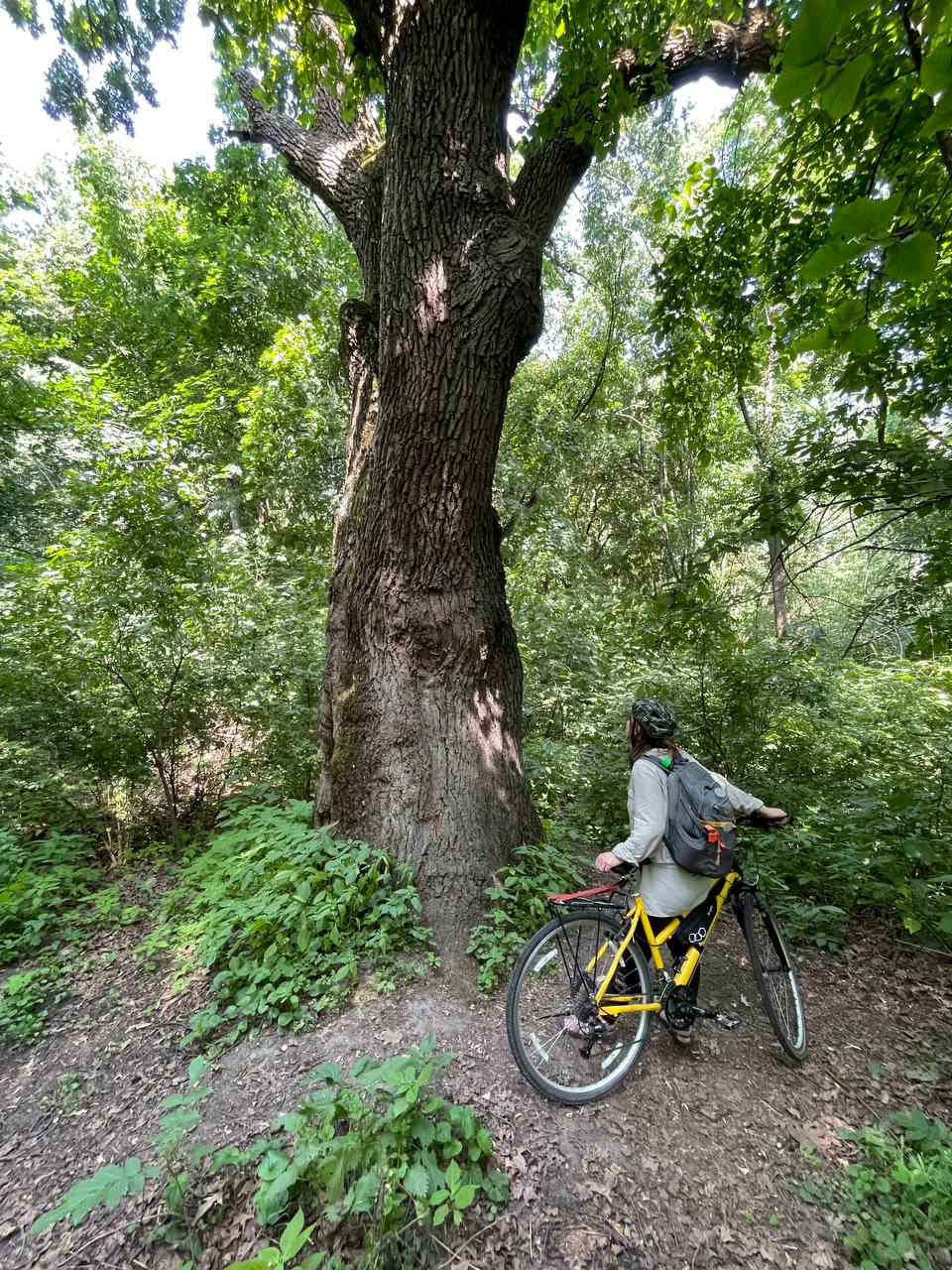

Яготи́нський ландшафтний парк і́мені ге́тьмана Кири́ла Розумо́вського — регіональний ландшафтний парк в Україні. Розташований на території Яготинської міської громади Бориспільського району Київської області, в межах міста Яготин.
Площа — 131,5673 га, статус отриманий у 2018 році. Перебуває у віданні: Яготинська міська рада.
На території є унікальні ландшафти з цінними видами флори і фауни. Особливо цінний півострів «Круглий острів» з раритетною рослинністю центрального лісостепу, що збереглась на пагорбі в межах реліктової долини річки Супій.

## Назва
Парк носить назву на честь Гетьмана Війська Запорозького Кирила Розумовського.

## Галерея

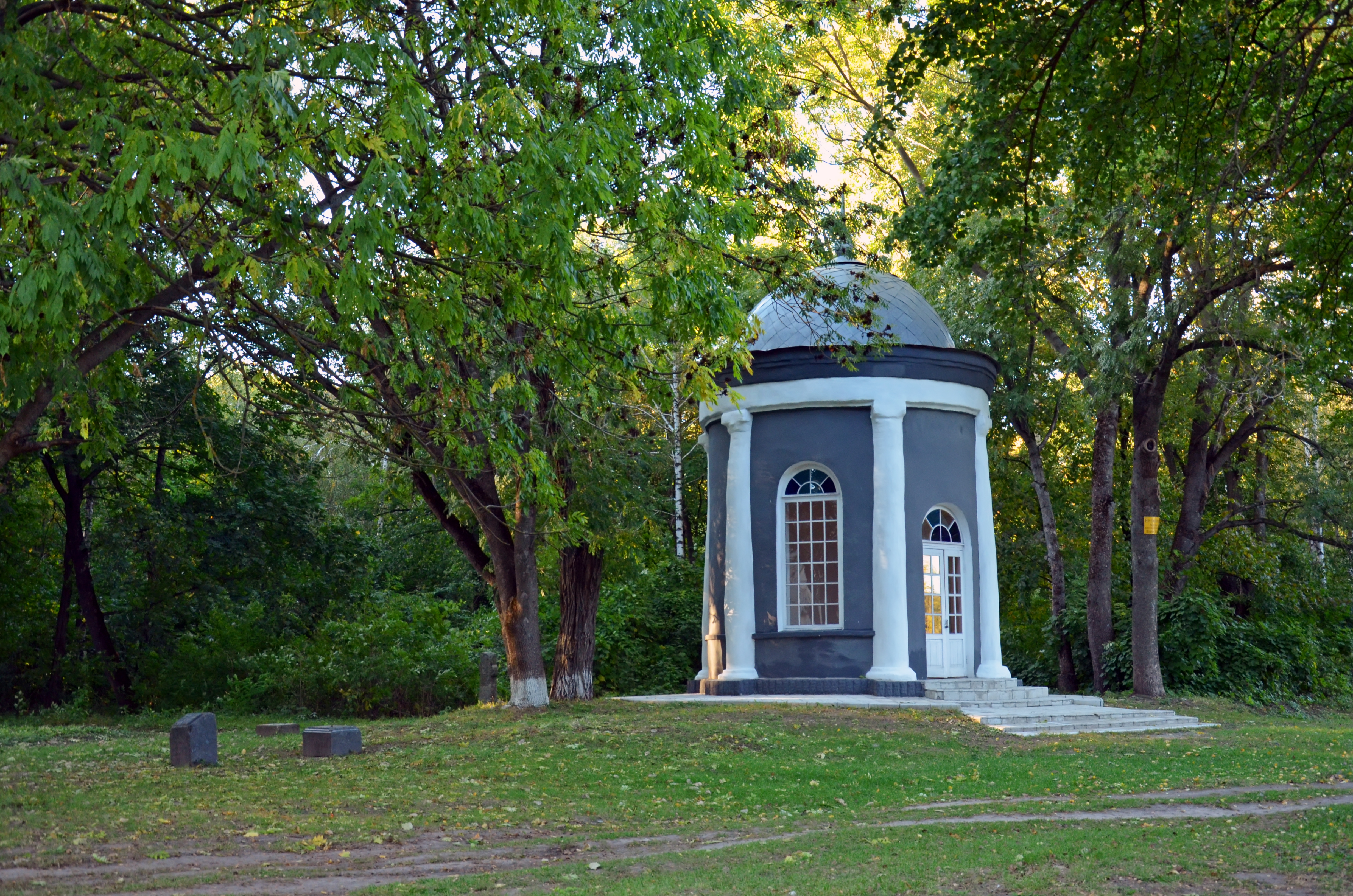
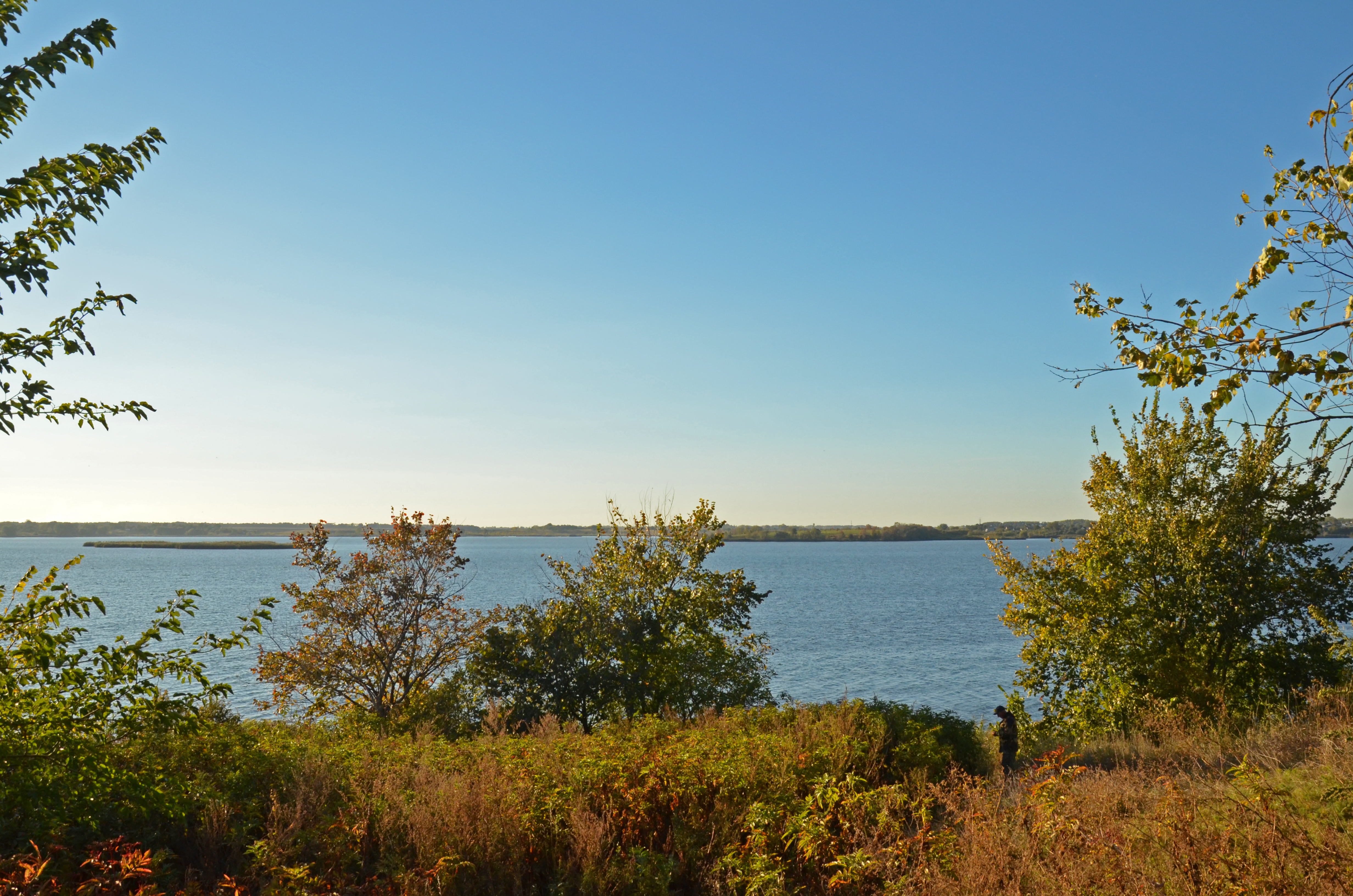
озеро Супій
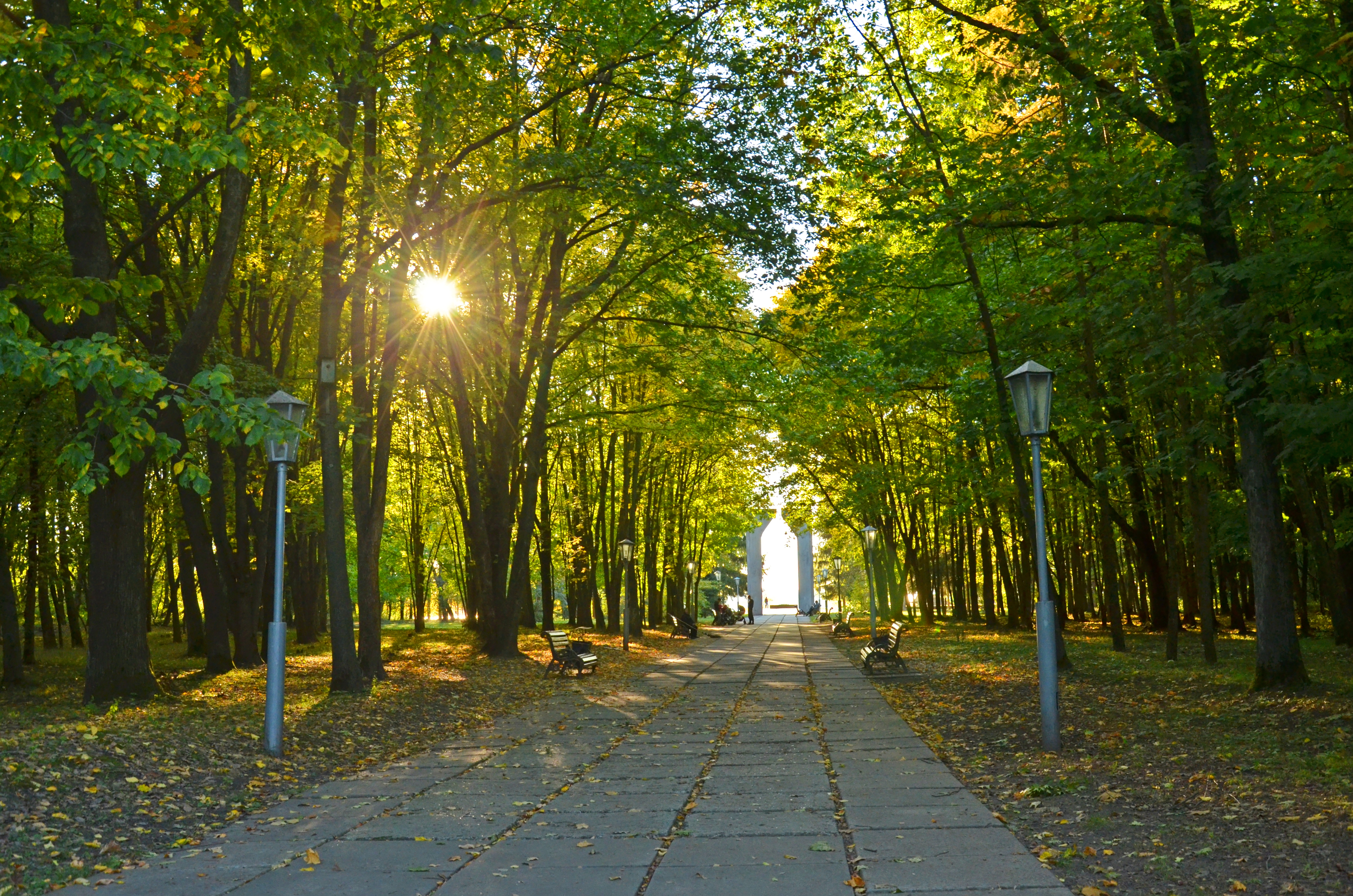
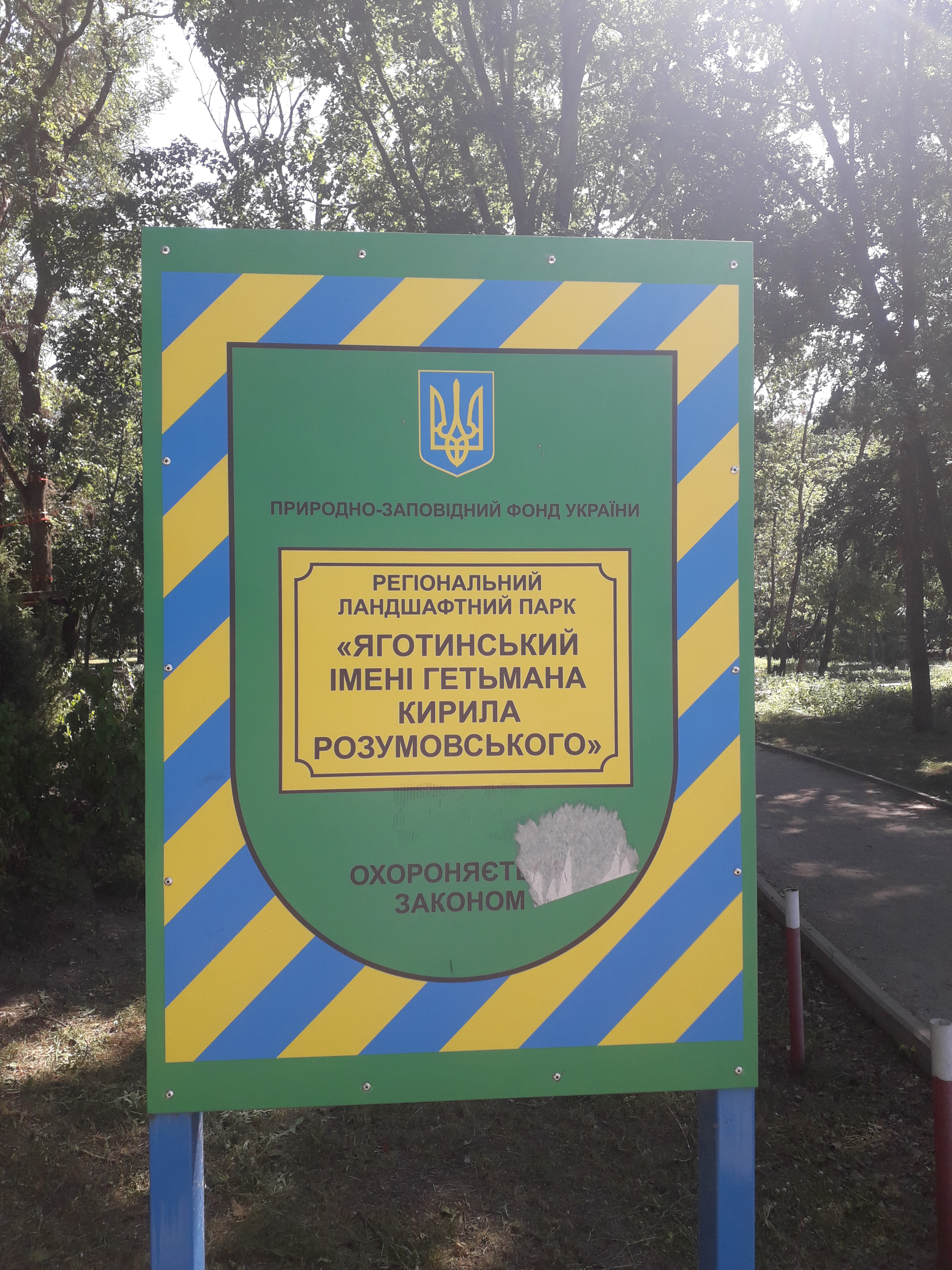
Табличка на вході до парку
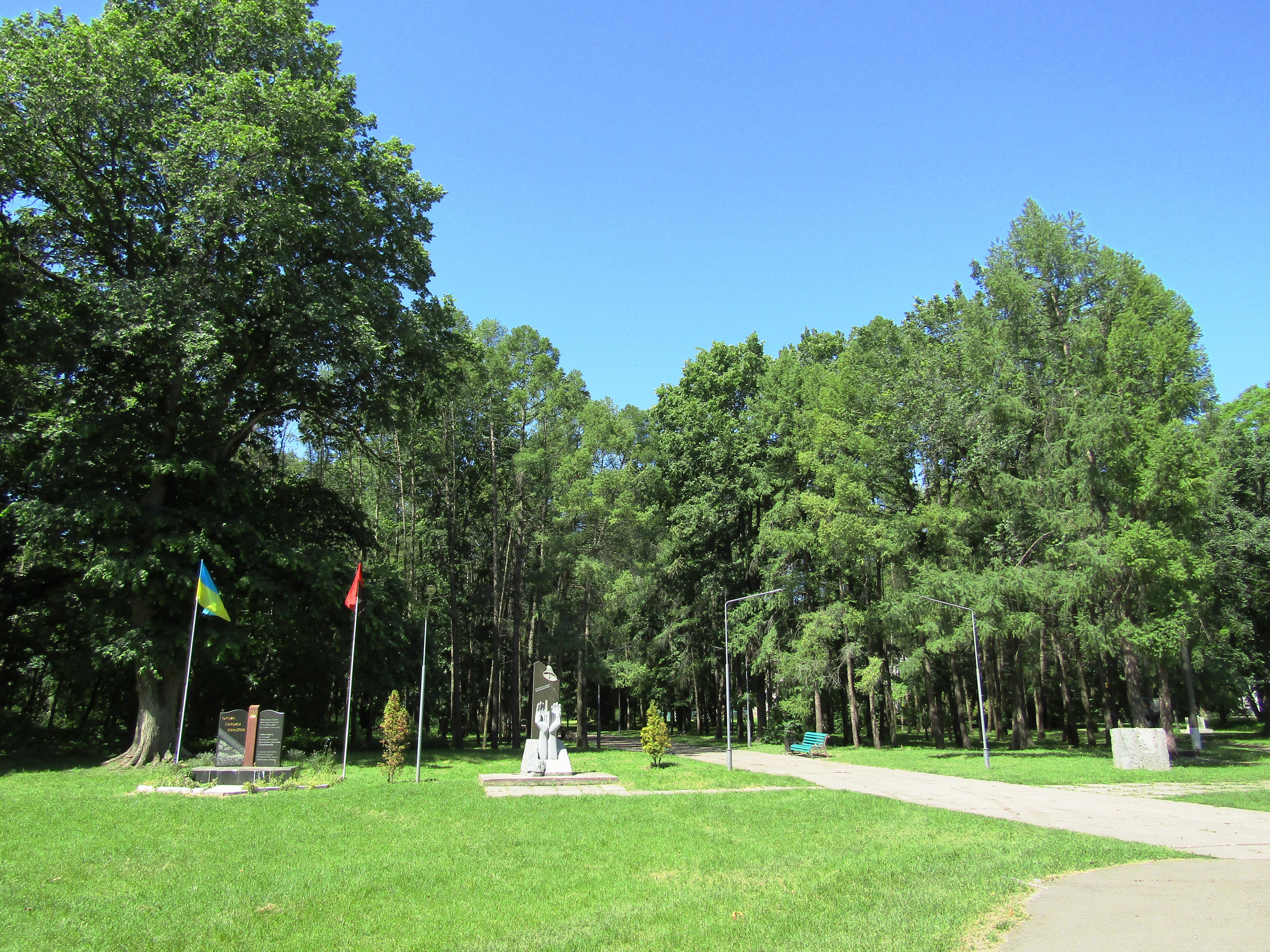
Алея Слави